# Karine Ruby
Karine Ruby (* 4. Januar 1978 in Bonneville, Département Haute-Savoie; † 29. Mai 2009 am Mont Blanc) war eine französische Snowboarderin. In ihrer Karriere wurde sie Olympiasiegerin und mehrfache Weltmeisterin.

## Werdegang

### Überblick
Ruby war die weltweit erfolgreichste Snowboarderin. Sie nahm an drei Olympischen Spielen teil und gewann zwei Olympiamedaillen. Bei sechs Weltmeisterschaften zwischen 1996 und 2005 konnte sie sechs Gold- und vier Silbermedaillen gewinnen. Im Snowboard-Weltcup der FIS siegte sie sechsmal im Gesamtweltcup und dreizehnmal in Disziplinen-Weltcups.
Zusammen mit ihren Landsleuten Isabelle Blanc und Doriane Vidal (Halfpipe) dominierte sie ab Mitte der 1990er die Snowboard-Szene. Sie war eine der wenigen Spitzenathletinnen, die von Anfang an nur bei Rennen der FIS startete, und nicht für die konkurrierende ISF fuhr. Auch bei den ab 2002 veranstalteten Rennen der Ticket to Ride World Snowboard Tour nahm Ruby nicht teil. Vor den Olympischen Spielen 2006 kündigte sie ihren Rücktritt zum Ende der Saison an und trat im März 2006 vom Wettkampfsport zurück. Drei Jahre später starb sie bei einem Sturz in eine Gletscherspalte.

### Die Anfänge ab 1994
Gleich bei ihrem ersten Start beim Weltcup in Zell am See gewann Karine Ruby den Parallelslalom und eine Woche danach den Riesenslalom in Pitztal. Im Laufe der Saison startet sie bei 18 Weltcup-Rennen – alle in Alpin-Disziplinen, gewann davon sieben, wurde dreimal Zweite, einmal Dritte und konnte sich bis auf drei Rennen immer unter den besten zehn platzieren. Damit gewann sie den Disziplin-Weltcup im Riesenslalom, wurde Dritte im Slalom und Vierte bei den Paralleldisziplinen. Eine Gesamtwertung wurde erst in der folgenden Saison eingeführt, sonst hätte Ruby bereits für 1994/1995 den Gesamtweltcup erhalten.

### Dominanz 1996 bis 1998
Die erste Austragung des Gesamt-Weltcups in der folgenden Saison sah dann Ruby als Gewinnerin, genauso wie die beiden Disziplin-Weltcups in Riesenslalom und Slalom. Noch dominierender war Ruby in der Saison 1996/1997, als sie zusätzlich noch die Disziplinwertung im Snowboardcross gewann.
Bei der Hälfte der dreißig Rennen, bei denen sie 1995/96 am Start war, stand sie auf dem obersten Treppchen des Siegerpodiums, nur siebenmal stand sie nicht auf dem Podium. Dass einer der Siege im Riesenslalom ihr erster Weltmeistertitel bei den erstmals ausgetragenen Weltmeisterschaften 1996 im österreichischen Lienz war, musste bei ihrer Dominanz nicht verwundern. Eher überraschend war, dass ausgerechnet beim Parallelslalom der Weltmeisterschaften sie als Neunte das zweitschlechteste Ergebnis der Saison einfuhr.
Sie blieb in der Erfolgsspur mit zehn Siegen, 23 Podestplätzen und nur zwei Plätzen außer den Top Ten bei 31 Rennen in der Saison 1996/1997. Wieder zählten die Weltmeisterschaften zur Weltcupwertung 1997 und Karine Ruby war in Innichen die erfolgreichste Athletin, nicht zuletzt, weil sie seit Saisonbeginn neben den alpinen Disziplinen auch im Snowboardcross antrat und hier bei der Premiere des Wettbewerbs gleich Weltmeisterin wurde. Silbermedaillen waren der Lohn für zweite Plätze in Parallel- und Riesenslalom.
Genauso dominierend war Ruby im Olympiajahr 1998. Sie war als Starterin bei 21 Wettbewerben verzeichnet, darunter ein erster und ein dritter Platz in Riesen- und Parallelslalom bei den französischen Landesmeisterschaften. Ihr Sieg bei der Premiere des Snowboards als olympische Disziplin vor Heidi Renoth und Brigitte Köck im Riesenslalom war so wenig unerwartet wie der überlegene Sieg im Gesamtweltcup. Ihre Saisonbilanz im Weltcup mit elf Siegen, zwei zweiten, einem dritten, weiteren drei Top-Ten-Plätzen sowie einem elften Platz als schlechtestes Resultat war einmal mehr überragend. Mit dem Sieg in den Saisonwertungen Slalom und Riesenslalom hatte sie zum dritten Mal in Folge alle Gesamtwertungen für sich entscheiden können.

### Konkurrenz 1999 und 2000
Die Winter 1999 und 2000 verliefen für Karine Ruby weit weniger erfolgreich als die vorangegangenen Winter. In den Österreicherinnen Manuela Riegler und Ursula Fingerlos, den Italienerinnen Margherita Parini und Marion Posch, sowie ihrer Landsfrau Isabelle Blanc bekam sie starke Konkurrentinnen und Riegler sicherte sich zweimal den Gesamtweltcup, Ruby blieb 1999 der zweite Platz vor Fingerlos, 2000 musste sie als Vierte auch Blanc und Parini den Vortritt lassen. Auch die Disziplin-Weltcups sahen andere vorn, 2000 blieb Ruby lediglich der zweite Platz im Riesenslalom und zwei dritte Ränge in den zwei Parallel-Weltcups, 1999 hatte sie in allen Disziplinen noch den zweiten Platz belegt. Die Weltmeisterschaften 1999 in Berchtesgaden wurden Rubys einzige Weltmeisterschaften ohne Medaillengewinn. Im Parallelslalom standen Marion Posch, Isabelle Blanc und Sandra Farmand auf dem Stockerl, im Parallel-Riesenslalom belegten Isabelle Blanc Rosey Fletcher und Åsa Windahl die Podestplätze und Ruby blieb jeweils der vierte Rang. Trotz dieser relativen Misserfolge war Ruby in beiden Wintern noch Stammgast auf dem Siegerpodest, dreizehnmal 1999 und neunmal 2000 mit je drei Siegen. Im März 2000 kam noch eine französische Meisterschaft im Parallelslalom hinzu.

### Siegesserie 2001 bis 2003
Die Weltcupwinter 2001, 2002 und 2003 standen wieder im Zeichen von Karine Ruby. Sie gewann wie 1996–1998 dreimal hintereinander den Gesamtweltcup und war auch in einigen der Disziplinwertungen erfolgreich. Riesenslalom und Boardercross 2001, Parallelslalom 2002 sowie den Boardercross 2003 entschied sie zu ihren Gunsten. Die Weltmeisterschaften 2001 in Madonna di Campiglio wurden zu einem Triumph für die Französin. Bei vier Starts innerhalb von sechs Tagen wurde sie dreimal Weltmeisterin, nur im Parallel-Riesenslalom konnte die Schweizerin Ursula Bruhin Rubys Siegesserie durchbrechen. Zwölf Weltcup-Siege in Cross und Alpin-Disziplinen und der erneute Gewinn der Landesmeisterschaft im Parallel-Riesenslalom standen 2001 für Ruby zu Buche. Die Folgesaison war mit sieben Siegen, weiteren neun Podestplätzen und noch vier Top-Ten-Rängen bei 24 Starts genauso erfolgreich, hier sind neben Weltcup-Rennen auch zwei FIS-Rennen berücksichtigt und der Höhepunkt der Saison 2002 für Ruby, die Olympischen Winterspiele 2002 in Salt Lake City. Sie trat wie vier Jahre zuvor im Parallel-Riesenslalom an. Dieses Mal musste sie sich jedoch ihrer Mannschaftskollegin Isabelle Blanc geschlagen geben, Dritte wurde Lidia Trettel aus Italien. Trotz wenigen Starts blieb Ruby auch 2003 die erfolgreichste Snowboarderin. Bei nur fünfzehn Saisonrennen war sie dreizehnmal unter den fünf Besten platziert. Auch wenn es nur drei Siege im Weltcup waren, fügte sie ihrer Titelsammlung bei den Weltmeisterschaften 2003 einen weiteren Weltmeistertitel im Snowboardcross hinzu. im Parallelslalom musste sie sich ihrer langjährigen Widersacherin Isabelle Blanc geschlagen geben und holte Silber vor Sara Fischer. Dass sie bei den französischen Meisterschaften ebenfalls im Boardercross siegte, war ein weiteres Zeichen für die Verlagerung ihres Schwerpunktes bei den Disziplinen. Zum ersten Mal hatte sie in einer Saison nur Siege im Cross eingefahren. Ihr letzter Sieg in einer der alpinen Snowboard-Konkurrenzen war im Dezember 2001 in Mont Sainte-Anne in Québec.

### 2004 bis zum Karriereende 2006
Mit Beginn der Saison 2004 startete Ruby nur noch im Snowboardcross. Drei Siege aus neun Rennen und viermal in den Top Ten reichte auch 2004 zum Gewinn des Disziplin-Weltcups Boardercross. Sie nahm außerdem an den Winter-X Games teil und gewann die Silbermedaille im Boardercross. Sie fuhr die Saison trotz eines Kreuzbandrisses im linken Knie zu Ende und wurde im Juni operiert. In der Folgesaison bestritt sie nur zwei Rennen. Das erste davon war der Bewerb bei den Weltmeisterschaften 2005 in Whistler Mountain. Dieses Rennen brachte den Sieg einer jungen Konkurrentin, Lindsey Jacobellis, die sich schon zum Ende der Vorsaison ins Rampenlicht gefahren hatte. Ruby konnte mit dem zweiten Platz den letzten großen Erfolg ihrer Karriere feiern, Dritte wurde die Kanadierin Maëlle Ricker.
In der Saison 2005/2006 startete sie bei fünf Weltcup-Rennen mit einem neunten, zwei vierten und zwei zweiten Plätzen. Der letzte davon war ihr letztes Weltcup-Rennen überhaupt in Kronplatz. Sie konnte sich somit für ihre dritten Olympischen Spiele qualifizieren. Schon vorher gab sie ihren Rücktritt vom aktiven Sport zum Saisonende bekannt. Bei den Olympischen Winterspielen 2006 blieb ihr im Snowboardcross allerdings eine dritte Olympiamedaille verwehrt. Beim Sieg der Schweizerin Tanja Frieden nach Lindsey Jacobellis’ Missgeschick wurde sie Sechzehnte. Ruby schloss die Saison und damit ihre Karriere mit einem Sieg beim FIS-Rennen in ihrer Heimat Chamonix ab.

## Persönliches
Karine Ruby war die Tochter eines Lehrerehepaares. Sie begann mit elf Jahren das Snowboardfahren. Auch ihr älterer Bruder Jerome ist Snowboarder. Nach ihrem Karriereende musste sie sich erneut wegen eines Kreuzbandrisses einer Knieoperation unterziehen und begann danach eine Ausbildung zur Bergführerin. Mit dem Abschluss war sie eine von nur wenigen staatlich geprüften Alpinistinnen in Frankreich. Die in Chamonix lebende Ruby starb am 29. Mai 2009, als sie am Mont Blanc im Alter von 31 Jahren in eine Gletscherspalte stürzte.

## Erfolge

### Olympische Spiele
- Nagano 1998: Gold im Riesenslalom
- Salt Lake City 2002: Silber im Parallel-Riesenslalom

### Weltmeisterschaften
- Lienz 1996: Gold im Riesenslalom
- Innichen 1997: Gold im Boardercross, Silber im Parallel-Slalom, Silber im Riesenslalom
- Madonna di Campiglio 2001: Gold im Parallelslalom, im Riesenslalom und im Boardercross
- Kreischberg 2003: Gold im Boardercross, Silber im Parallelslalom
- Whistler Mountain 2005: Silber im Boardercross

### Weltcup
- Gesamtweltcup: 1996, 1997, 1998, 2001, 2002, 2003
- Riesenslalom-Weltcup: 1995, 1996, 1997, 1998, 2001
- Slalom-Weltcup: 1996, 1997, 1998
- Parallel-Riesenslalom-Weltcup: 2002
- Boardercross-Weltcup: 1997, 2001, 2003, 2004
- 67 Siege bei Weltcuprennen, 122 Podestplätze